# Individuo sustancial
En la teoría ontológica de la asociación de Mario Bunge, un individuo sustancial, individuo concreto o individuo desnudo es un concepto primitivo que representa una cosa cualitativamente indeterminada, es decir, despojada de todas sus propiedades sustanciales, excepto la sinergia de asociarse con otras cosas. El concepto de individuo sustancial es similar, pero no idéntico, a los conceptos de materia sin forma de Platón y de sustancia primaria de Aristóteles. Es introducido en el primer postulado de la teoría de la asociación.
| Sea {\displaystyle ~S} un conjunto no vacío, {\displaystyle \Box } un elemento distinguido de {\displaystyle ~S}, y {\displaystyle \circ } una operación binaria en {\displaystyle ~S}. Entonces la estructura {\displaystyle \varphi =\langle S,\circ ,\Box \rangle } satisface las siguientes condiciones: (i) {\displaystyle \varphi } es un monoide conmutativo de idempotentes; (ii) {\displaystyle ~S} es el conjunto de todos los individuos sustanciales o concretos; (iii) el elemento neutro {\displaystyle \Box } es el individuo nulo; (iv) {\displaystyle \circ } representa la asociación de individuos; (v) la sarta {\displaystyle a_{1}\circ a_{2}\circ \dots \circ a_{n}}, donde {\displaystyle a_{i}\in S} para {\displaystyle 1\leq i\leq n}, representa el individuo compuesto de los individuos {\displaystyle ~a_{1}} a {\displaystyle ~a_{n}}. Mario Bunge (1977) |

Según este postulado, los individuos sustanciales pueden ser simples o compuestos, introduciendo la primera definición de la teoría de la asociación.
| Un individuo es compuesto si y sólo si está compuesto de individuos diferentes de sí mismo y el individuo nulo. Esto es, {\displaystyle x\in S} es compuesto si y sólo si existen los individuos sustanciales {\displaystyle y,z\in S} tal que {\displaystyle x=y\circ z} y cada uno de ellos difiere de {\displaystyle ~x} así como de {\displaystyle \Box }. De otra manera, el individuo es simple. Mario Bunge (1977) |

El individuo sustancial es, pues, una representación conceptual muy esquemática, pero necesaria para llegar al concepto más completo de cosa, de gran importancia para la ontología. En efecto